# Stoke-on-Trent
Stoke-on-Trent je město v anglickém hrabství Staffordshire v regionu West Midlands. Vzniklo na počátku 20. století spojením šesti měst: Hanley, Stoke, Burslem, Tunstall, Longton a Fenton. Proslulo jako kolébka hrnčířství Velké Británie.

## Historie
Jméno Stoke je odvozeno od názvu jednoho původních z měst, Stoke-on-Trent, osady s dlouhou historií. Stoke pochází ze staroanglického stoc, označujícího místo nebo osadu. Nejčastěji se uvádí, že tato osada vznikla na křižovatce římské silnice, která vedla ze současného Derby do Chestertonu. A protože označení Stoke se pro obce užívalo běžně, připojili k názvu jméno řeky.
Od 17. století byla tato oblast známá průmyslovou výrobou keramiky tak známých značek, jako jsou Royal Doulton, Spode, Wedgwood a Minton. Dostatečné zásoby uhlí a jílu vhodného pro výrobu keramiky vedly k postupnému rozvoji tohoto průmyslového odvětví.
Severní Staffordshire byl centrem těžby uhlí. První zmínka o hornictví v této oblasti pochází ze 13. století. Část staffordshirské uhelné pánve, Potteries Coal Field, se rozkládá na ploše přibližně 300 km² a několik těžebních jam se nacházelo přímo ve městě.

## Geografie
Stoke-on-Trent se nachází asi uprostřed mezi Manchesterem a Birminghamem a sousedí s Newcastle-under-Lyme, které se nachází na západ od města a je spravováno samostatně. Na východě se rozkládá Peak District National Park.
Stoke vzniklo spojením původních šesti měst a vytváří pás vedoucí ze severu na jih v okolí silnice A500. Ačkoli je jméno města odvozeno od názvu Stoke a tam také sídlí městská rada, geografickým centrem je Hanley.

## Obyvatelstvo
Podle sčítání obyvatel z roku 2001 má město 240 636 obyvatel. Vzhledem k počtu z roku 1991 se jednalo o pokles o 3,5 %. 51,3% procent obyvatel jsou ženy, 96,3% se narodilo ve Velké Británii. 94,8% obyvatel se označuje za bělochy, 3% Asiaty a 0,3% za černochy. Podle náboženského vyznání je 71,8% křesťanů, 3% muslimů, 1,1% hinduistů, 0,6% sikhů, 0,5% židů a 14,8% bez vyznání. Průměrný věk obyvatel byl 38,5 let.

## Ekonomika

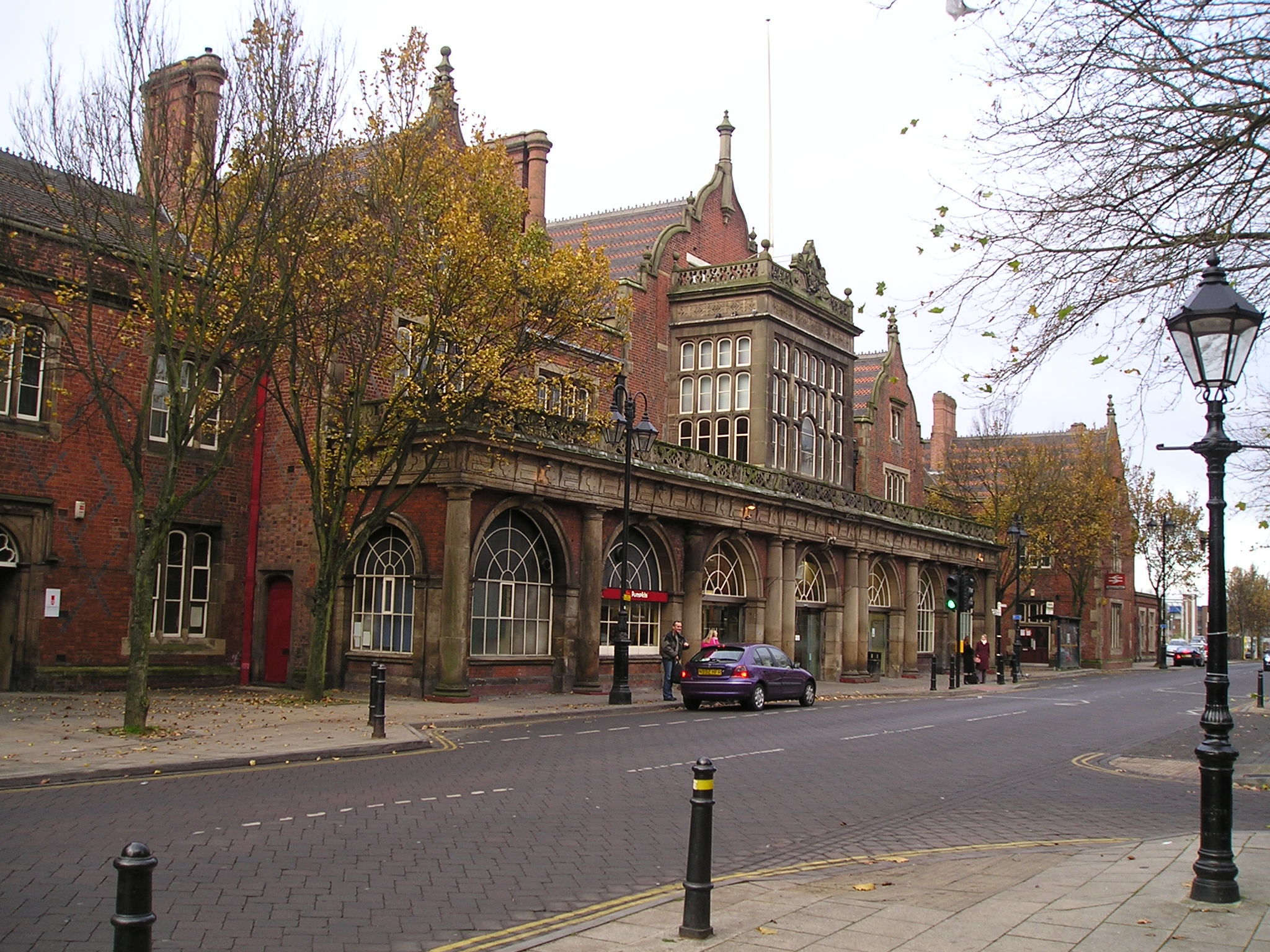
Nádraží ve Stoke-on-Trentu, postavené v roce 1848

Severní Staffordshire je světovým centrem výroby jemné keramiky. Tato tradice se datuje od 12. století. V 80. letech 20. století byl Stoke-on-Trent – podobně jako některé jiné části Velké Británie – zasažen poklesem průmyslové výroby, který způsobil zavírání některých průmyslových podniků a nárůst nezaměstnanosti. V současnosti je ekonomika města stabilizovaná a působí v něm asi 9 000 společností, mimo jiné Bet365 nebo Phones4U – obchodník s mobilními telefony. Podle studie Competitive Alternatives 2004 je Stoke-on-Trent místem s nejvyšší efektivností pro založení nové průmyslové společnosti.
Město ročně navštíví asi pět miliónů turistů, což vytváří přibližně 4 400 pracovních míst. Stoke-on-Trent úspěšně láká turisty k opakovaným návštěvám: asi 80% se jich tam vrací. Jejich zájem vzbudil v roce 1986 Národní zahradní festival a podporují ho četné keramické dílny a obchody s tímto zbožím i výlety po místním kanále.
Hlavním obchodním centrem je Hanley, kde se nachází Potteries Shopping Centre.

## Správa
První úvahy o federaci sousedních měst se objevily v roce 1888. K vlastnímu spojení šesti měst došlo 1. dubna 1910. Byla sloučena města Hanley, Burslem, Longton, Stoke, Tunstall a Fenton a dostala jméno Stoke-on-Trent. V roce 1919 vznikl záměr rozšířit město o obvod Newcastle-under-Lyme a Wolfstanton, ale toto spojení se neuskutečnilo.
V roce 1974 se Stoke-on-Trent stalo nemetropolitním distriktem hrabství Staffordshire. 1. dubna 1977 bylo ustanoveno jako samostatná správní jednotka (unitary authority) se správním orgánem Radou města Stoke-on-Trent a zůstalo částí ceremoniálního hrabství Staffordshire. Rada města má 60 radních, v jejichž čele stojí přímo volený starosta.
Město je rozděleno na tři obvody, jde-li o volby do parlamentu – Stoke-on-Trent North, Stoke-on-Trent Central a Stoke-on-Trent South –, a je součástí volebního obvodu West Midlands do Evropského parlamentu.

## Doprava

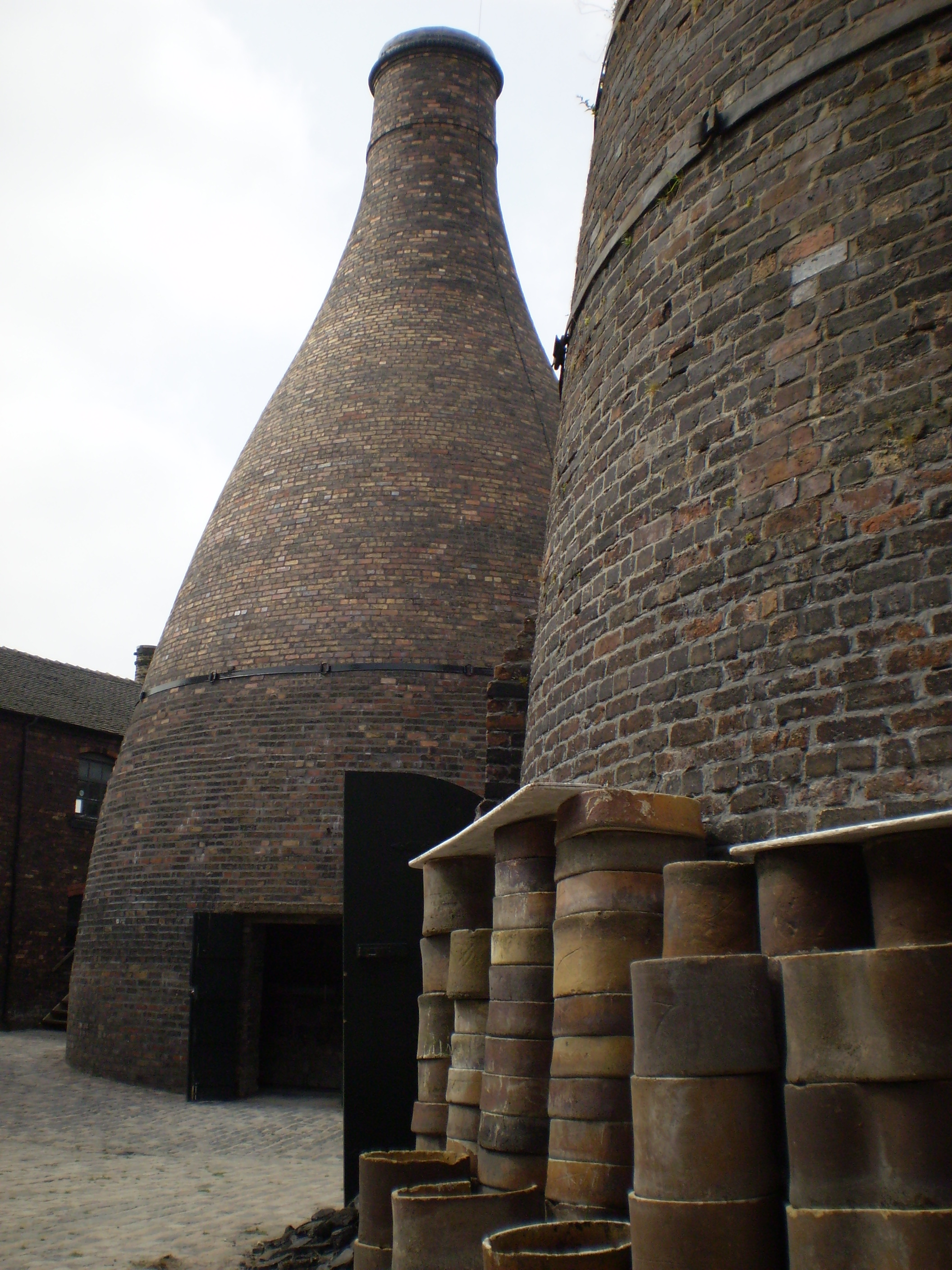
Keramické pece v Gladstone

Město spojuje s dálnicí M5 silnice A500. Silnice A50 procházející městem vytváří spojnici mezi dálnicemi M6 a M1.
Hlavní železniční stanice ve Stoke-on-Trent se nachází na trati West Coast Main Line mezi Londýnem a Manchesterem. Dalšími železničními zastávkami jsou Longport a Longton.
Městská hromadná doprava ve městě je zajišťována téměř výhradně autobusy. Tento druh dopravy provozuje společnost First Group a několik dalších malých dopravců. Hlavní autobusová stanoviště se nacházejí v Hanley a Longtonu.
V rámci města a jeho okolí je vytyčeno asi 160 km cyklistických stezek, které spojují město s národní sítí cyklostezek.

## Vzdělání
Ve Stoke-on-Trent se nacházejí čtyři vysokoškolské instituce. Staffordshirská univerzita sídlí v Sheltonu poblíž železniční stanice. Status univerzity obdržela v roce 1992. Keele University Medical School využívá budovy Univerzitní nemocnice severního Staffordshire v Hartshillu. Keele University byla založena roku 1949 a její vznik inicializovala rada města Stoke-on-Trent. Stoke-on-Trent College má dvě centra – jedno v Burlsemu (média a umění) a v Sheltonu.

## Turistické atrakce
Bohatou historii města lze nejlépe poznat při návštěvě jednoho z místních muzeí – Etruria Industrial Museum, Ford Green Hall, světoznámé kolekce keramiky v Potteries Museum & Art Gallery nebo Gladstone Pottery Museum. Další zdejší zajímavostí je nejstarší funkční viktoriánská keramická dílna. Pozoruhodné jsou i Trentham Gardens; jejich rekonstrukce v roce 2005 stála zhruba 100 milionů liber.

## Sport
Ve městě působí dva přední fotbalové kluby Stoke City FC a Port Vale FC.

## Osobnosti města
- Edward J. Smith (1850–1912), kapitán Titanicu
- Barnett Stross (1899–1967), lékař, poslanec, iniciátor kampaně za obnovu Lidic
- Stanley Matthews (1915–2000), fotbalista
- John Wain (1925–1994), spisovatel a kritik
- Lemmy Kilmister (1945–2015), rockový hudebník
- Steve Bould (* 1962), fotbalista
- Slash (* 1965), rockový kytarista (Guns N' Roses, Velvet Revolver)
- Robbie Williams (* 1974), zpěvák
- Hugh Dancy (* 1975), herec
- Jamie Cope (* 1985), hráč snookeru
- Phil Taylor (* 1960), šipkařská legenda, šestnáctinásobný mistr světa 1990, 1992, 1995–2002, 2004–2006, 2009, 2010, 2013, nejlepší hráč současnosti a všech dob (PDC)
- Adrian Lewis (* 1985), šipkař, dvojnásobný mistr světa 2011, 2012 (PDC)
- Ian White (* 1970), šipkař, nasazená devítka na světě (PDC)
- Andy Hamilton (* 1967), šipkař, 2. místo v mistrovství světa v šipkách 2012 (PDC)
- Ted Hankey (* 1968), šipkař, dvojnásobný mistr British Darts Organisation 2000, 2009 (BDO)

## Partnerská města
- Erlangen, Bavorsko, Německo, 1989